# Andra Nikolić
Andra Nikolić (cyr. Андра Николић; ur. 5 października 1853 w Belgradzie, zm. 28 września 1918 w Paryżu) – serbski polityk, prawnik, pisarz i publicysta, dwukrotny minister spraw zagranicznych Serbii (1893, 1903–1904), czterokrotny minister edukacji Serbii (1890–1892, 1896–1897, 1904–1905, 1906–1909).

## Życiorys
Był synem urzędnika Josifa Nikolicia i Nataliji z d. Marković (siostry polityka Stefana Markovicia). Po ukończeniu gimnazjum studiował prawo w Wysokiej Szkole (Visoka škola) w Belgradzie, studia ukończył w 1873. Po ukończeniu studiów rozpoczął pracę nauczyciela.

## Kariera polityczna
Po rozpoczęciu pracy rozpoczął współpracę ze Stojanem Proticiem i Lazarem Paču, którzy w przyszłości stali się jego bliskimi współpracownikami politycznymi. W 1897 założyli wspólnie czasopismo Odjek, a także współtworzyli Serbską Partię Radykalną. W 1890 Nikolić po raz pierwszy objął stanowisko ministerialne, kierując resortem edukacji w gabinecie Savy Grujicia. Jako minister edukacji opracował projekt ustawy o przekształceniu Wysokiej Szkoły w Uniwersytet Belgradzki, przegłosowanej w marcu 1905 przez parlament.
W 1893 objął stanowisko ministra spraw zagranicznych w gabinecie Lazara Dokicia. W 1913 był jednym z sygnatariuszy Traktatu Londyńskiego, który zakończył II wojnę bałkańską. W 1914 przewodniczył obradom serbskiego parlamentu. Zmarł w Paryżu 28 września 1918, w 1926 jego doczesne szczątki przewieziono do Belgradu.

## Twórczość
Pierwsza opublikowana praca Nikolicia, która przyniosła mu sławę była poświęcona sytuacji ekonomicznej Serbii w XIV wieku. Zainteresowania naukowe serbskiego polityka obejmowały nie tylko zagadnienia prawne, ale także historię literatury serbskiej i krytykę literacką. Od 1897 był członkiem Królewskiej Akademii Serbskiej. Był autorem recenzji przedstawień teatralnych, a także tłumaczem dzieł Tarasa Szewczenki i George'a Eliota.

## Życie prywatne
Był żonaty (żona Mila z d. Dimić), miał siedmioro dzieci. Najstarszy syn, Dušan zginął w bitwie pod Suvoborem w 1914.